# Calbovista subsculpta
Calbovista là một chi nấm trong họ family Agaricaceae. Đây là chi đơn loài, chứa một loài Calbovista subsculpta, a puffball được tìm thấy ở North America.